# 三一三革命指导委员会
三一三革命指导委员会（西班牙語：Directorio Revolucionario 13 de marzo，缩写为DR-13-M）是古巴历史上的一个学生革命团体。该组织成立于1956年2月24日，当时取名为革命指导委员会。该组织的目标是推翻富尔亨西奥·巴蒂斯塔在古巴的独裁统治。该组织成立后，一方面领导学生运动，另一方面与七二六运动领导的起义军配合进行武装斗争。1957年3月13日，该组织派遣以哈瓦那大学学生联合会主席何塞·安东尼奥·埃切维里亚为首的40多名青年攻打古巴总统府，行动失败。为了纪念这次行动，该组织更名为“三一三革命指导委员会”。1959年古巴革命胜利后，该组织积极支持新政权。1961年7月，该组织同七二六运动、人民社会党组成统一革命组织。1962年3月26日，统一革命组织改组为古巴社会主义革命统一党，三一三革命指导委员会不复存在。